# Медикус, Фридрих Карл
Фри́дрих Карл Ме́дикус (нем. Friedrich Karl Medicus; 28 июня 1813, Ландсхут, Изарский округ — 18 декабря 1893, Висбаден, Пруссия) — немецкий помолог.

## Биография
Родился 28 июня 1813 года в Ландсхуте.
Изучал естественные науки в Мюнхенском университете, получил степень доктора философии.
В 1843—1876 годы преподавал луговодство в сельскохозяйственном институте Хоф Гейсберг под Висбаденом, профессор (в 1869—1872 — начальник комиссариата института, в 1872—1876 — директор института). Одновременно был секретарём сельскохозяйственного союза Нассау (с 1849, после Вильгельма Альбрехта), членом первой палаты ландтага герцогства Нассау (1865—1866).
Умер 18 декабря 1893 года в Висбадене.

### Семья
Отец — Людвиг Вальрад Медикус (1771—1850), профессор, ректор университета Ландсхута (1812—1815).
Мать — Иоганна Каролина Лангсдорф (нем. Johanna Caroline Langsdorff; 18.8.1789, Герабронн — 10.10.1828), дочь К. Х. Лангсдорфа (1757—1834), физика, математика, профессора Гейдельбергского университета.
Жена (с 2.10.1852) — Мария Анна Компф (нем. Maria Anna Kompf; 25.10.1830, Майнц — 30.11.1853, Висбаден), дочь художника Людвига Компфа (нем. Ludwig Kompf) и Аполлонии Энценсбергер (нем. Apollonia Enzensberger).